# Fall River
Fall River es una ciudad ubicada en el condado de Bristol, Massachusetts, Estados Unidos. La población de Fall River era de 94.000 habitantes en el censo de Estados Unidos de 2020, lo que la convierte en la décima ciudad más grande del estado.

## Historia

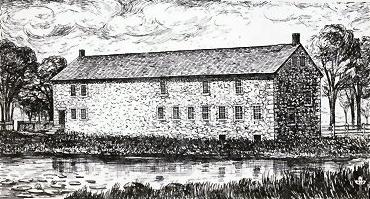
Primer molino de algodón de la ciudad (1811).

Situado a lo largo de la costa oriental de la Bahía de Mount Hope, en la desembocadura del río Taunton, la ciudad se hizo famosa en el siglo XIX como el centro textil de fabricación líder en los Estados Unidos. Mientras que la industria textil desde hace mucho tiempo pasó, su impacto en la cultura de la ciudad y el paisaje sigue siendo admirable hasta nuestros días. 
El lema oficial de Fall River es «Vamos a intentarlo», que se remonta a las consecuencias del gran incendio de 1843. Se le llama «La Ciudad de Becas», porque el Dr. Irving Fradkin fundada en 1958.
Fall River es conocido por Lizzie Borden, quien fue acusada y luego absuelta del doble asesinato de su padre y su madrastra que se produjo en su casa en la segunda calle de la ciudad en 1892. Fall River es también conocida por la ensenada del acorazado, la mayor colección del mundo de la II Guerra Mundial, los buques de guerra. También es la única ciudad en los Estados Unidos cuyo ayuntamiento está situado sobre una autopista interestatal.
Fall River aprovechó la ola de prosperidad económica hasta bien entrado el siglo XX. Durante este tiempo, la ciudad contaba con varios hoteles de lujo, teatros, y un bullicioso centro. Como la ciudad continuamente se expandió durante el siglo XIX, sus líderes construyeron varios parques, las escuelas, las líneas de tranvía, un suministro público de agua y alcantarillado para satisfacer las necesidades de su creciente población.
En 1920 la población de Fall River alcanzó un máximo de 120 485 habitantes.

## Geografía
Fall River se encuentra al sur del estado, junto a la frontera con Rhode Island. Según la Oficina del Censo de los Estados Unidos, Fall River tiene una superficie total de 104,24 km², de la cual 85,81 km² corresponden a tierra firme y (17,68 %) 18,43 km² es agua.

## Demografía
Según el censo de 2010, había 88 857 personas residiendo en Fall River. La densidad de población era de 852,45 hab./km². De los 88 857 habitantes, Fall River estaba compuesto por el 87,05 % blancos, el 3,9 % eran afroamericanos, el 0,28 % eran amerindios, el 2,56 % eran asiáticos, el 0,03 % eran isleños del Pacífico, el 3,38 % eran de otras razas y el 2,8 % pertenecían a dos o más razas. Del total de la población el 7,38 % eran hispanos o latinos de cualquier raza.

## Cultura

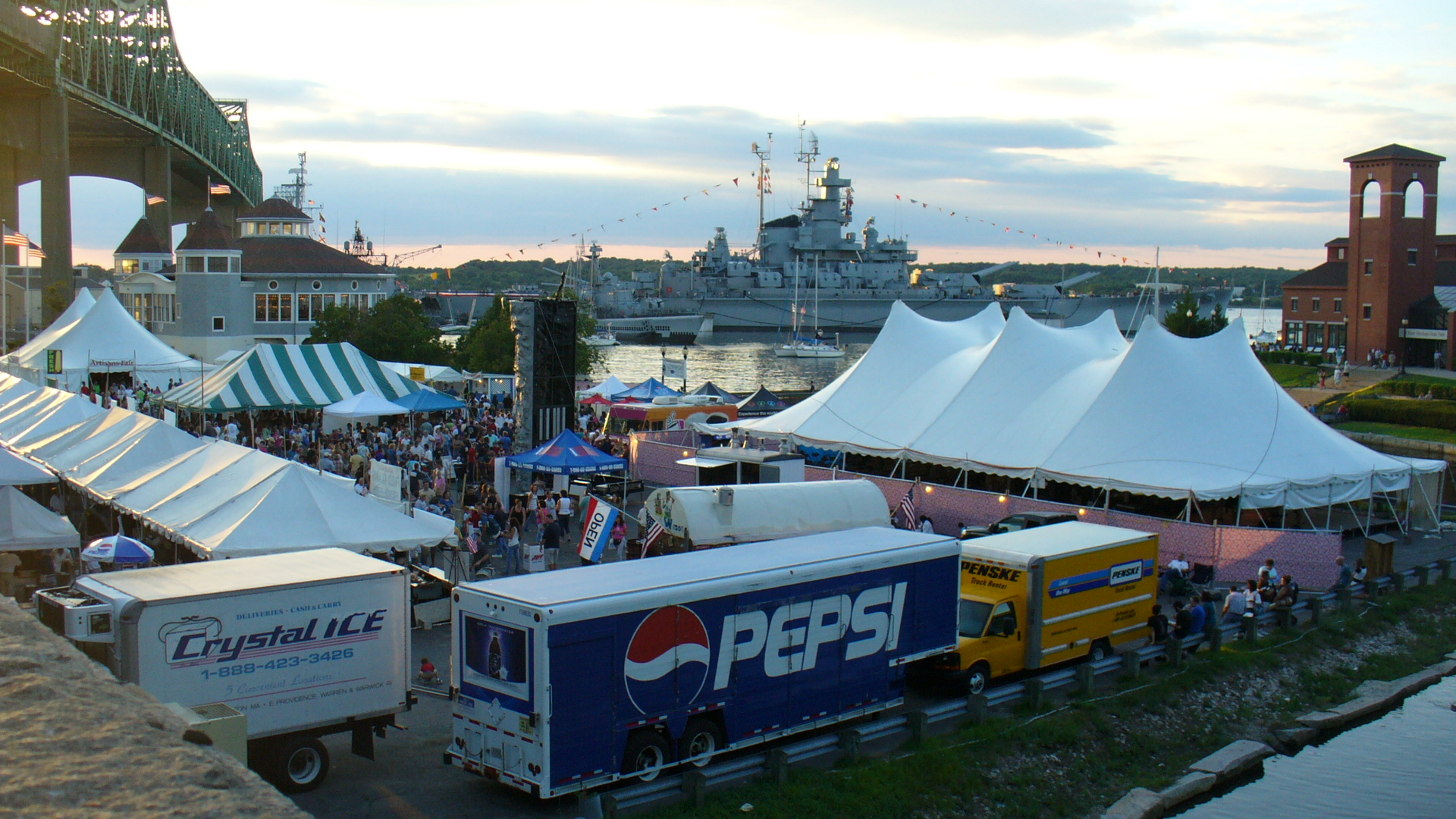
Festival en Fall River en 2007.

Fall River mantiene una vibrante mezcla de culturas de todo el mundo. Mientras que los barrios étnicos formados a finales del siglo XIX y siglo XX han cambiado a lo largo de los años, el legado de los inmigrantes que llegaron a trabajar en las fábricas se pueden encontrar en las diversas parroquias y restaurantes en toda la ciudad.
La ciudad es sede de varios festivales étnicos en todo el año. El más grande, el Gran Festival del Espíritu Santo, tiene lugar cada mes de agosto en el Parque Kennedy y atrae a más de 200 000 visitantes. La fiesta se lleva a cabo sobre un total de cuatro días.
Cada verano, la ciudad utiliza su línea de costa en el Heritage State Park y la ensenada del acorazado para un 4 de julio de fuegos artificiales. Durante muchos años el paseo marítimo también fue sede de la anual de Fall River celebra el Festival de América. El evento fue suspendido en 2010, debido a la falta de apoyo financiero. Sin embargo, la Cámara espera que el evento se celebre de nuevo en 2011, para conmemorar su 100.º aniversario.
En los últimos años, distintos grupos han hecho un esfuerzo por aumentar el conocimiento en las artes en la ciudad, utilizando el espacio de planta libre para estudios y centros de rendimiento, tales como el Centro de Angostura de las Artes en Anawan. La propuesta está en su lugar de revitalizar el centro de la ciudad por la creación de un Distrito de las Artes. Junto con los centros de arte están estableciendo en toda la ciudad, Fall River también se conoce a través de Nueva Inglaterra como una «Ciudad de las Bandas». Fall River tiene numerosas colonias de habitantes portugueses.

## Educación
Escuelas Públicas de Fall River gestionan las escuelas públicas.

## Ciudades hermanadas
- Ponta Delgada, Azores,  Portugal